# 法蔵寺 (彦根市)
獅子吼山法蔵寺（ししくざん ほうぞうじ）は、滋賀県彦根市にある浄土真宗本願寺派寺院。

## 歴史
- 1337年（延元2年） - 本願寺第三世覚如の弟子愚咄により弘誓寺（近江七弘誓寺の一つ）として石畑 （現 滋賀県犬上郡豊郷町石畑）に創建
- 1472年（文明4年） - 寺名を法蔵寺に改めて佐目（現 滋賀県犬上郡多賀町佐目）に移転
- 1574年（天正2年） - 河瀬村南川瀬（現在地）に移転
- 1727年（享保12年） - 彦根藩 八代目藩主井伊直惟の姉の寄進により本堂を建築
- 1875年 (明治8年)10月 - 正始学校 (現彦根市立河瀬小学校の母体校)を設立
- 1886年 (明治19年)11月 - 正始学校を簡易科南川瀬小学校に改称

## 寺宝
- 紙本墨書蓮如筆六字名号
- 附紙本墨書六字名号（寺伝 蓮如筆）
- 附紙本墨書九字名号（寺伝 蓮如筆）

1985年8月1日彦根市指定文化財に指定（上記三点）
- 親鸞聖人絵伝 天正8年（1580年）
- 歴代門主肖像画

## 歴代住職
(抜粋)
- 初代 愚咄
- 2代目 善明
- 6代目 教恵
- 7代目 教専 - 法蔵寺と改名
- 9代目 空明
- 10代目 順明

## 境内の史跡
- 河瀬城跡 - 城と寺院が一体化していた。
- 白門 龍（左甚五郎作）
- 桜川大龍生誕碑

## 境内の施設
- しあわせ保育園

## 周辺
- 浄国寺
- 妙境寺跡碑
- 河瀬神社御旅所
- 南川瀬公民館